# Instituto C. N. Yang de Física Teórica
El Instituto C. N. Yang de Física Teórica (en inglés: C. N. Yang Institute of Theoretical Physics, abreviado YITP) es un centro de investigación en física teórica en la Universidad de Stony Brook. En 1965, el presidente de la universidad John S. Toll y el jefe del departamento de física Alexander Pond tuvieron la idea de crear un instituto de física teórica e invitar al famoso físico Chen Ning Yang del Institute for Advanced Study como su director con la Cátedra Albert Einstein de Física. Si bien el nombre del centro se abrevia a menudo como «YITP», estas siglas pueden confundirse con las del Instituto Yukawa de Física Teórica (en inglés: Yukawa Institute for Theoretical Physics).
Las áreas de investigación activas en el instituto incluyen la teoría cuántica de campos, la teoría de cuerdas, la física matemática y la mecánica estadística. El YITP está situado en lo alto de la Math Tower, sede del Departamento de Matemáticas, y que se encuentra conectada al Departamento de Física y al Centro Simons de Geometría y Física, de forma que los físicos pueden trabajar de forma cercana a los matemáticos. La cercanía de esta relación se remonta a la amistad entre Yang y el matemático James Harris Simons.
Fundado en 1967, el YITP celebró su 50 aniversario en 2017. Durante ese tiempo, el YITP ha producido resultados importantes en distintas áreas, entre los que destaca el descubrimiento de la supergravedad en 1976 por parte de Peter van Nieuwenhuizen, Daniel Z. Freedman y Sergio Ferrara, que trabajaban en el instituto en ese momento.

## Directores
- Chen Ning Yang - primer director (1967-1999) y Premio Nobel de física en 1957.
- Peter van Nieuwenhuizen - segundo director (1999-2002) y codescubridor de la supergravedad.
- George Sterman - tercer director (2002-) y teórico de campos.

## Miembros destacados
- Luis Álvarez Gaumé - teoría de cuerdas
- Gerald E. Brown - física nuclear, astrofísica teórica
- Michael Creutz - teoría de gauge de redes, física computacional
- Michael Douglas - teoría de cuerdas
- Vladímir Korepin - física matemática
- Barry M. McCoy - mecánica estadística y teoría conforme de campos
- Nikita Nekrásov - física matemática
- Peter van Nieuwenhuizen - teoría de campos, codescubridor de la supergravedad
- Martin Roček - física matemática, teoría de cuerdas
- Warren Siegel - teoría de campos, teoría de cuerdas
- George Sterman - teoría de campos, cromodinámica cuántica
- Aleksandr Zamolódchikov - física de la materia condensada, teoría de campos